# Matt Ridley
Matt Ridley, właśc. Matthew White Ridley, 5. wicehrabia Ridley (ur. 7 lutego 1958 w Northumberland) – brytyjski pisarz popularnonaukowy, biznesmen i arystokrata. W latach 2013–2021 członek Izby Lordów.
Kształcił się w Eton College i Magdalen College w Oksfordzie, gdzie otrzymał doktorat z zoologii a następnie rozpoczął karierę dziennikarską. W latach 1984–1987 był redaktorem naukowym czasopisma The Economist, w latach 1987–1989 był korespondentem z Waszyngtonu, a od roku 1990 do 1992 redaktorem amerykańskim.
Jest wicehrabią Ridley, którego majątkiem rodzinnym jest Blagdon Hall, w pobliżu Cramlington, Northumberland. Ridley jest mężem Anya Hurlbert, która jest naukowcem neurologiem i mieszka w Anglii. Ma syna i córkę.
Ridley był pozazarządczym przewodniczącym banku Northern Rock w latach 2004–2007, w okresie, w którym bank ten był bliski upadkowi. Zarabiał wówczas £300,000 rocznie. Northern Rock był pierwszym od dziesięcioleci bankiem brytyjskim, który miał problemy finansowe. Ostatecznie Ridley zrezygnował z przewodnictwa w październiku 2007 roku. W skład rady nadzorczej wszedł w roku 1994. Jego ojciec był przewodniczącym w latach 1987–1992 i zasiadał w radzie przez 30 lat.
Był pierwszym przewodniczącym Międzynarodowego Centrum Dla Życia (International Centre for Life), parku naukowego w Newcastle. Jest zarządcą Fundacji Ditchley, która organizuje konferencje w swojej posiadłości w Oxfordshire.
Jest autorem kilku uznanych opracowań popularnonaukowych. Książka Czerwona Królowa, której tytuł nawiązuje do postaci wykreowanej przez Lewisa Carrolla, a dziś jest nazwą jednej z teorii ewolucyjnych, stanowi uznane podsumowanie naukowych dyskusji na temat ewolucji i płci oraz nieustannego konfliktu pierwiastka męskiego i żeńskiego. Matt Ridley wskazuje na podobieństwa pomiędzy zachowaniami zwierząt i ludzi. Opisuje zwyczaje owadów, ryb, ptaków i ssaków. Czerwona Królowa była nominowana do głównej nagrody Rhône-Poulene i zdobyła nagrodę Writers Guild w kategorii książki naukowej. Natomiast w książce O pochodzeniu cnoty rozważa jak to się dzieje, że ludzie funkcjonują w złożonych społeczeństwach o wyrafinowanym podziale pracy skoro procesy ewolucyjne zdają się faworyzować zachowania egoistyczne. Odwołuje się między innymi do prac Hobbesa, Rousseau, Kropotkina by w świetle ewolucji przedstawić jak umysł ludzki wyewoluował by instynktownie móc zbierać korzyści ze współpracy i eliminować „oszustów”. W tym celu opisuje sposób funkcjonowania organizmów jednokomórkowych, społeczności mrówek, nietoperzy i małp na człowieku kończąc.
Jest też laureatem nagrody Glaxo dla popularyzatorów nauki.
Był także redaktorem The Best American Science Writing 2002 jednej z serii antologii pisarstwa naukowego redagowanej przez Jesse Cohena. Miał swój wkład w rozdział Richard Dawkins: How a Scientist Changed the Way We Think (Richard Dawkins: Jak naukowiec zmienił sposób naszego myślenia) będący zbiorem esejów poświęconych jego przyjacielowi Richardowi Dawkinsowi (po redakcją autora o tym samym nazwisku Marka Ridleya).
Trzy kolejne książki wydane po 2010 roku – The Rational Optimist, The Evolution of Everything i How Innovation Works stanowią dla autora trylogię, która porusza zaganienia związane ze wzrostem dobrobytu i poziomu życia u ludzi w trakcie ostatnich kilkuset lat. Wskazuje on na kluczową rolę stopniowych ulepszeń w rozmaitych dziedzinach życia oraz znaczenie innowacji w tym procesie. Korzystając z opowieści o rewolucyjnych wynalazkach takich jak maszyna parowa, żarówka czy samolot, Matt Ridley wyciąga wnioski na temat natury procesu innowacyjności, takich jak stopniowość, częsta przypadkowość czy optymalizacja wykorzystywanych zasobów. Premiera How Innovation Works w 2020 r. zbiegła się w czasie z lockdownami wprowadzonymi podczas pandemii COVID-19. W kolejnej książce, Viral, autor wspólnie z Aliną Chan podejmuje się naukowych poszukiwań źródeł tej choroby.
Książki Matta Ridleya zostały przetłumaczone na ponad 30 języków i sprzedały się w ponad milionie kopii.

## Publikacje
- Choroby, tł. Elżbieta Turlejska, Warszawa 1998, Wyd. Prószyński i S-ka, seria Prognozy XXI Wieku, ISBN 83-7180-978-6 (Future of disease)
- Czerwona królowa: Płeć a ewolucja natury ludzkiej, Dom Wydawniczy Rebis, Poznań, wyd. I 1999, wyd II popr. 2001, ISBN 83-7301-101-3 (The Red Queen. Sex and the Evolution of Human Nature 1993)
- O pochodzeniu cnoty, Dom wydawniczy Rebis, Poznań, wyd. I 2000, ISBN 83-7120-765-4 (The Origins of Virtue 1996)
- Genom. Autobiografia gatunku w 23 rozdziałach, Dom wydawniczy Rebis, Poznań 2001, ISBN 83-7301-022-X (Genome. The Autobiography of a Species in 23 Chapters 1999)
- Nature via Nurture: Genes, Experience, & What Makes Us Human 2003, also later released under the title The Agile Gene: How Nature Turns on Nurture in 2004
- Francis Crick: Discoverer of the Genetic Code 2006
- The Rational Optimist: How Prosperity Evolves, 2010, ISBN 9780007267125
- The Evolution of Everything: How Small Changes Transform Our World, 2016, ISBN 000754247X
- How Innovation Works: And Why It Flourishes in Freedom, 2020, ISBN 9780062916594
- Viral: The Search for the Origin of COVID-19, 2021, ISBN 9780063139121